# Liga Femenina de Baloncesto 1967-68
La temporada 1967-68 del Liga Femenina de Baloncesto fue la 5ª temporada de la liga femenina de baloncesto. Se disputó entre 1967 y 1968, culminando con la victoria de CREFF Madrid. El formato de competición es el mismo que la anterior temporada, pero no hay descensos porque la categoría se reestructura para la próxima campaña.

## Liga regular
| Pos. | Equipo               | PJ | G  | P  | PF  | PC  | DP   | Pts | Clasificación o descenso |
| ---- | -------------------- | -- | -- | -- | --- | --- | ---- | --- | ------------------------ |
| 1    | CREFF Madrid         | 16 | 16 | 0  | 987 | 475 | +512 | 32  | Campeón                  |
| 2    | Mataró Molfort's     | 16 | 11 | 5  | 760 | 609 | +151 | 27  |                          |
| 3    | Medina La Coruña     | 16 | 11 | 5  | 682 | 597 | +85  | 27  |                          |
| 4    | Dimar Valencia       | 16 | 9  | 7  | 539 | 651 | −112 | 25  |                          |
| 5    | Juventud Nerva       | 16 | 8  | 8  | 677 | 680 | −3   | 24  |                          |
| 6    | Estudiantes Vigo     | 16 | 7  | 9  | 570 | 668 | −98  | 23  |                          |
| 7    | GE Standard          | 16 | 5  | 11 | 484 | 644 | −160 | 21  |                          |
| 8    | Medina San Sebastián | 16 | 3  | 13 | 608 | 769 | −161 | 19  |                          |
| 9    | Medina Madrid        | 16 | 2  | 14 | 521 | 735 | −214 | 18  |                          |

 Fuente: BRD

## Postemporada
- Campeonas de la Liga Femenina de Baloncesto 1967-68: CREFF Madrid (4º título).
- Clasificadas para Copa de Europa 1968-69: CREFF Madrid.